# Liste der Kulturdenkmale im Landkreis Jerichower Land

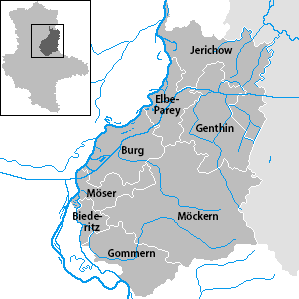
Karte des Landkreises Jerichower Land

In der Liste der Kulturdenkmale im Landkreis Jerichower Land sind die Kulturdenkmale im Landkreis Jerichower Land aufgeführt. Grundlage der Einzellisten sind die in den jeweiligen Listen angegebenen Quellen. Die Angaben in den einzelnen Listen ersetzen nicht die rechtsverbindliche Auskunft der zuständigen Denkmalschutzbehörde.
Diese Liste ist eine Teilliste der Liste der Kulturdenkmale in Sachsen-Anhalt.

## Aufteilung
Wegen der großen Anzahl von Kulturdenkmalen im Landkreis Jerichower Land ist diese Liste in Teillisten nach den Städten und Gemeinden aufgeteilt.
| Karte | Kulturdenkmale in … | Denkmale                |
| ----- | ------------------- | ----------------------- |
|       | Biederitz           | Dorfkirche Gerwisch     |
|       | Burg                | Bahnhof Burg            |
|       | Elbe-Parey          | Mühle in Parey          |
|       | Genthin             | Wasserturm in Genthin   |
|       | Gommern             | Rathaus in Gommern      |
|       | Jerichow            | Gutshof Karow           |
|       | Möckern             | Rittergut Brandenstein  |
|       | Möser               | Kriegerdenkmal Schermen |